# Sopje
Sopje es un municipio de Croacia en el condado de Virovitica-Podravina.

## Geografía
Se encuentra a una altitud de 103 m s. n. m. a 178 km de la capital nacional, Zagreb.

## Demografía
En el censo 2011 el total de población del municipio fue de 2 320 habitantes, distribuidos en las siguientes localidades:
- Gornje Predrijevo - 86
- Grabić - 122
- Josipovo - 281
- Kapinci - 186
- Nova Šarovka - 250
- Novaki - 349
- Sopjanska Greda - 35
- Sopje - 524
- Španat - 172
- Vaška - 315
- Višnjica - 0

| Gráfica de población de Sopje 1857-2011                             |
|                                                                     |
| Según los censos de población de la oficina estadística de Croacia. |